# 189
Glej tudi: število 189
189 (CLXXXIX) je bilo navadno leto, ki se je po julijanskem koledarju začelo na sredo.

## Dogodki
- 1. januar

## Rojstva
- 7. marec - Geta, 23. cesar Rimskega cesarstva († 211)

## Smrti
- 13. maj - Ling, dvanajsti cesar iz kitajske dinastije Han (* 156)